# Pèrèrè
Pèrèrè is een van de 77 gemeenten (communes) in Benin. De gemeente ligt in het departement Borgou en telt 78.988 inwoners (2013). Pèrèrè heeft een oppervlakte van 2.017 km² en grenst in het oosten aan Nigeria. De gemeente telt 61 dorpen en is opgedeeld in zes arrondissementen:
- Gninsy
- Guinagourou
- Kpané
- Pébié
- Sontou
- Pèrèrè

De belangrijkste economische activiteit is de landbouw. Belangrijke gewassen zijn maïs, yams, maniok, sorghum, katoen, zoete aardappelen en aardnoten. De Fulbe zijn veehouders.

## Geografie
De Okpara stroomt door de arrondissementen Guinagourou, Sontou en Pèrèrè. Verder zijn er geen waterlopen. Het landschap bestaat uit boom- en grassavanne en is grotendeels vlak. In het oosten is het landschap meer heuvelachtig.
Er zijn twee seizoenen, een regenseizoen (april-oktober) en een droog seizoen (november-maart), wanneer de harmattan waait (december-februari).

## Bevolking
Pèrèrè telde 78.988 inwoners in 2013. In 1979 waren dit er 20.053, in 1992 27.135 en in 2002 42.891.
De Bariba (52,7%) vormen de grootste bevolkingsgroep, gevolgd door de Fulbe (34,2%), de Otamari (6%) en de Dendi 3,8%). De meeste inwoners zijn moslim (67,8%). Verder zijn er aanhangers van de traditionele plaatselijke religies (11,3%), katholieken (7,9%) en protestanten (0,9%). Een eerste katholieke missiepost in Pèrèrè werd geopend in 1899.
Opm: Bevolkingscijfers in duizendtallen
Bron: Pèrèrè Commune in Benin; 1979-2013: volkstellingen
Bron: Institut National de la Statistique Benin; 2013: volkstelling

## Stedenband
Sinds 2018 heeft Pèrèrè een stedenband met Anzegem.

## Geboren
- Saka Yérima (1830-1897), strijder tegen de Franse kolonisator
- Sacca Lafia (1944), politicus